# Nectandra debilis
Nectandra debilis är en lagerväxtart som beskrevs av Carl Christian Mez. Nectandra debilis ingår i släktet Nectandra och familjen lagerväxter. Inga underarter finns listade i Catalogue of Life.